# Meditación taoísta
La meditación taoísta, también conocida como ‘Daoísta’, se refiere a las prácticas meditativas tradicionales asociadas con la filosofía china y la religión del taoísmo. Estas se basan en la concentración, la plena atención, la contemplación y la visualización. Las primeras referencias chinas a la meditación datan del período de los Reinos combatientes (475-221 a. C.).
La medicina tradicional y las artes marciales chinas han adaptado ciertas técnicas de meditación daoísta. Algunos ejemplos son los ejercicios de respiración de “guiar y tirar” de Tao yin, las técnicas de “alquimia interna” de Neidan, las prácticas de ”‘habilidades internas” de Neigong, los ejercicios de respiración de Qigong y las técnicas de ‘estar de pie como un poste’ de Zhan zhuang. También ha tenido lugar otra forma de implementación, cuando el arte marcial de Taijiquan, ‘gran puño supremo’, se convirtió en una de las prácticas de los monjes daoístas actuales, mientras que históricamente no se encontraba entre las técnicas tradicionales.

## Terminología
El idioma chino tiene varias palabras clave para las prácticas de meditación daoísta, algunas de las cuales son difíciles de traducir con precisión al inglés. 

### Tipos de meditación
Livia Kohn distingue tres tipos básicos de meditación daoísta: concentración, conocimiento y visualización. Ding 定 significa literalmente ‘decir, establecer, estabilizar, definido, firme, sólido’. Los primeros eruditos como Xuanzang lo usaron para traducir al sánscrito samadhi, que significa ‘profunda contemplación meditativa, en los textos budistas chinos’. En este sentido, Kohn traduce ding como ‘contemplación profunda’ o ‘perfecta absorción’. El Zuowanglun tiene una sección llamada Taiding 泰定, ‘concentración intensa’. 
Guan 觀 básicamente significa ‘mirar cuidadosamente, mirar, observar, ver, analizar’ y nombra al Hexegrama 20 de Yijing Guan ‘visualización’. Guan se convirtió en el término técnico daoísta para  ‘monasterio, abadía’, ejemplificado por el templo de Lougan 樓觀 ‘Abadía escalonada’ que designa ‘Torre de observación’ la cual fue un importante centro daoísta de los siglos V al VII (véase Louguantai). Kohn explica que la palabra guan “profundiza el papel de los lugares sagrados daoístas como lugares de contacto con seres celestiales y observación de las estrellas”. Los maestros daoístas de la Dinastía Tang (618-907) desarrollaron la meditación de ‘observación’ guan a partir de la meditación budista Tiantai zhiguan 止觀 ‘cese y perspicacia’, que corresponde a śamatha-vipaśyanā. Los dos tipos básicos de meditación budista son samatha ‘permanecer en calma, meditación estabilizadora’ y vipassanā ‘observación clara, análisis’. Kohn explica lo siguiente,  “las dos palabras indican las dos formas básicas de la meditación budista. Zhi es un ejercicio de concentración que logra concentrar la mente o el cese de todos los pensamientos y actividades mentales, mientras que guan es una práctica de aceptación abierta de los datos sensoriales, interpretada según la doctrina budista como una forma de percepción o sabiduría”. Los meditadores guan buscarían fusionar la conciencia individual en el vacío y lograr la unidad con el Dao. 
Cun 存 normalmente significa ‘existir, estar presente, vivir, sobrevivir, permanecer’, pero en la técnica de meditación daoísta tiene el sentido de ‘hacer que exista, hacer presente’ que popularizaron tanto la escuela Shangqing como la escuela Lingbao. 
Por lo tanto, significa que el meditador, mediante un acto de concentración consciente e intención enfocada, hace que ciertas energías estén presentes en algunas partes del cuerpo o que deidades o escrituras específicas aparezcan ante su ojo mental. Por esta razón, la palabra es más comúnmente traducida como ‘visualizar’ o como ‘visualización’. Sin embargo, dado que el significado de cun no es solo ver o ser consciente, sino estar realmente presente, la traducción ‘actualizar’ o ‘actualización’ a veces puede ser correcta, aunque extraña para el lector occidental. 

### Otras palabras clave
Dentro de los tres tipos anteriores de meditación daoísta, algunas de las prácticas importantes son:
- Zuowang 坐忘 ‘sentarse olvidando’ se registró por primera vez en Zhuangzi en el siglo III a. C.

- Shouyi 守 ‘proteger a uno, mantener la unidad’ implica ding ‘meditación concentrada’ en un solo punto o Dios dentro del cuerpo y está asociada con técnicas daoístas de alquimia y longevidad. El autor, Dr. y maestro Zhi Gang Sha explica que shouyi significa, en sus propias palabras, un enfoque meditativo en el jindan  金丹 “una bola de luz dorada”.

- Neiguan 內觀 ‘observación interna, visión interna’ significa visualizar dentro del cuerpo y la mente de uno, incluidos los órganos zangfu, las deidades internas, los movimientos del qi y los procesos del pensamiento.

- Yuanyou 遠遊 ‘viaje lejano, excursión extática’, más bien conocido como el título del poema de Chuci Yuan You, fue un viaje meditativo a países lejanos, montañas sagradas, el sol y la luna y, encuentros con dioses y trascendentes xian.

- Zuobo 坐缽 ‘sentarse alrededor del cuenco (reloj de agua)’ era una meditación comunitaria de la escuela Quanzhen que estaba relacionada con el budista zuochan (zazen en japonés) 坐禪 ‘meditación sentada’.

## Periodo de los Reinos combatientes
Las primeras referencias chinas sobre la meditación se remontan al período de los Reinos combatientes (475-221 a. C.) cuando surgieron las Cien escuelas del pensamiento filosóficas. 

### Guanzi
Cuatro capítulos del Gunazi tienen descripciones de prácticas de meditación: Xinshu 心術, ‘Técnicas mentales’, (capítulos 36 y 37), Baixin 白心 ‘Purificar la mente’, (capítulo 38) y Neiye ‘Entrenamiento interior’(capítulo 39). Los eruditos contemporáneos creen que el texto de Neiye se escribió en el siglo IV a. C. y los demás se derivaron de él. A. C. Graham considera que Neiye es “posiblemente el texto místico más antiguo de China”. Harold Roth lo describe como “un manual sobre la teoría y práctica de la meditación que contiene las primeras referencias al control de la respiración y el primer debate sobre la base fisiológica el cultivo privado en la tradición china”. Debido al consenso de que los filósofos daoístas Huang-Lao de la academia Jixia en Qui compusieron el núcleo de Guanzi, las técnicas de meditación de Neiye son técnicamente “daoístas” en lugar de “daoista”. El verso 8 de Neiye asocia dingxin 定心 ‘estabilizar la mente’ con una audición aguda y una visión clara y generar jing 精 ‘esencia vital’. Sin embargo, el pensamiento, explica Roth, se considera “un impedimento para alcanzar la mente bien ordenada, particularmente cuando se vuelve excesivo”. 
El verso 18 contiene la primera referencia china sobre la práctica de la meditación para controlar la respiración. Se dice que la respiración se “enrolla y desenrolla” o “se contrae y se expande”, “con enrollarse/contraerse refriéndose a la exhalación y desenrollarse/expandirse a la inhalación”. 
El verso 24 de Neiye resume la meditación de “cultivo interior” en términos de shouyi 守, ‘mantenerse’ y yunqi 運氣 ‘renovando el qi’. Roth explica que esta referencia shouyi más antigua que existe “parece ser una técnica de meditación en la que el experto se concentra en nada más que en el camino, o en alguna representación del mismo. Debe emprenderse cuando esté sentado en una posición tranquila e inmóvil y, le permite dejar de lado las perturbaciones de las percepciones, pensamientos, emociones y deseos que normalmente llenan su mente consciente”.

### Tao Te Ching
Se interpreta que varios pasajes del clásico Tao Te Ching se refieren a la meditación. Por ejemplo, “Logra el máximo vacío, mantén la calma absoluta” (capítulo 16) enfatiza xu 虛 ‘vacío, vano’ y jing 靜 ‘tranquilo, quieto’, ambos conceptos meditativos  fundamentales. Randal P. Peerenboom describe el proceso pensativo de Laozi como “meditación apofática”, “vaciar todas las imágenes (pensamientos, sentimientos, etc.) en lugar de concentrarse o llenar la mente con imágenes” en comparación con la meditación budista nirodha-samapatti “cesar los sentimientos y percepciones”. En el verso 10 de Tao Te Ching, Roth clarifica “probablemente la evidencia más probable para la meditación respiratoria”.
Tres de estas frases del Tao Te Ching resuenan con el vocabulario de meditación de Neiye. Baoyi 抱 ‘abrazar la unidad’ se compara con shouyi 守 ‘mantener el Uno’ (véase 24).Zhuanqi 專氣 ‘enfoca tu aliento vital’ es zhuanqi 摶氣 ‘concentra tu aliento vital’ (19). Dichu xuanjian 滌除玄覽 ‘limpiar el espejo de misterios’ y jingchu qi she 敬除其舍 ‘limpiar con diligencia su vivienda’ (13) tienen el mismo verbo chu ‘eliminar, quitar’. 
El Taodejing existe en dos versiones adaptadas que llevan el nombre de los comentarios. La versión Heshang Gong (véase más abajo) explica las referencias textuales de la meditación daoísta, pero la versión Wang Bi las justifica. Wang Bi (226-249) fue un erudito de los “estudios misteriosos, neodaoísmo” de Xuanxue que adaptó el confucianismo para explicar el daoísmo. Su versión finalmente se convirtió en la interpretación estándar de Tao Te Ching. Richard Wilhelm mencionó que el comentario de Wang Bi cambió el Tao Te Ching “de ser una meditación mágica a una colección de estudios filosóficos gratuitos”. 

### Zhuangzi
El daoísta Zhuangzi (siglos IV-III a. C.) explica la meditación en términos más específicos que el Tao Te Ching. Dos ejemplos bien conocidos de disciplinas mentales son Confucio y su discípulo favorito Yan Hui debatiendo xinzhai 心齋 ‘ayuno de corazón y mente’ y zuowang ‘olvidar sentado’. En el primer diálogo, Cofucio explica xinzhai.
“Me atrevo a preguntar qué es el ayuno mental”, dijo Hui.
“Mantener la unidad de tu voluntad”, dijo Confucio, “escucha, no con tus oídos, sino con tu mente. No escuches con tu mente, sino con tu respiración esencial. Los oídos se limitan a escuchar mientas que la mente se limita a concordar. La respiración esencial, sin embargo, espera insustancialmente. Es sólo a través del camino que uno puede reunir el vacío y el vacío es el ayuno de la mente”.(4) 
En el segundo, Yan Hui explica la meditación zuowang. 
Roth interpreta la frase “desprenderme de las extremidades y el tronco” (墮肢體) en el sentido de “perder la conciencia visceral de las emociones y los deseos, que para los primeros daoístas tienen bases fisiológicas en los diversos órganos”. Peerenboom también describe a zuowang como “meditación afofática o de cese”.
Se acaba con las percepciones sensoriales, con todas las formas de cognición (pensamientos, conocimientos, concepciones, ideas, imágenes), con todas las valoraciones (preferencias, normas, costumbres). Relacionado con y una variante de wang 忘, ‘olvidar’, es wang 亡, ‘destruir, parecer, desaparecer, no existir’. En el proceso meditativo apofático, todas las distinciones y formas de distinguir son “olvidadas” en el sentido de eliminadas: dejan de existir. 
Otro capítulo de Zhuangzi describe la meditación respiratoria que da como resultado un cuerpo “como madera marchita” y una mente “como cenizas muertas”. 
Sir Motley of Southurb estaba sentado apoyado en su mesita. Miró hacia el cielo y exhaló lentamente. Incorpóreo, parecía que su alma le había abandonado. Sir Wanderer of Countenance Complete, que se encontraba ante él, preguntó: “¿Cómo podemos explicar esto? ¿Se puede realmente hacer que el cuerpo se vuelva de madera marchita? ¿Se puede realmente hacer que la mente se vuelva de cenizas muertas? El que ahora se apoya en la mesa no es el mismo que antes se apoyaba”. “De hecho”, dijo Sir Motley, “buena pregunta, Yen. Justo ahora, me perdí. ¿Lo entiendes? Puede que hayas oído las flautas del hombre, pero no las de la tierra”. Puede que hayas oído las flautas de la tierra, pero no las del cielo.(2)
Victor Mair presenta evidencia de Zhuangzi de “ afinidades similares entre los daoístas eruditos y los antiguos santos de la India. Tanto el control de la respiración yóguica y las asanas (posturas) eran comunes en ambas tradiciones”. En primer lugar, esta referencia a “respirar desde los talones”, una explicación actual de sirsasana “hacer el pino con apoyo”.
El auténtico hombre de antaño, como zhenren, ni soñaba cuando dormía ni se preocupaba cuando estaba despierto. Su comida no era sabrosa y su respiración era profunda. La respiración del verdadero hombre viene de sus talones y la respiración del hombre corriente viene de su garganta. Las palabras de los que ceden reaciamente se les traban en la garganta como si tuvieran arcadas. Aquellos cuyos deseos se encuentran profundamente arraigados tendrán reservas naturales poco profundas. (6)
En segundo lugar, la referencia de “pasos de oso y estiramientos de pájaro” se refiere a las prácticas xian de posturas yóguicas y ejercicios de respiración. 
Retirarse a pantanos y ciénagas, vivir en plena naturaleza, pescar y vivir tranquilamente, todo eso meramente indicativo de no actuar. Pero, los eruditos de río y lagos prefieren hombres que huyen del mundo y son inactivos. Soplar y respirar, exhalar e inhalar, tirar lo viejo y coger lo nuevo, pasos de oso y estiramientos de pájaro, todo esto es meramente indicativo del deseo de longevidad. Pero, los eruditos que canalizan el aliento vital y flexionan los músculos y articulaciones prefieren hombres que nutren la forma física para imitar la anciana edad del Progenitor P'eng, conocido como Peng Zu. (15)
Mair anteriormente señaló que los Textos de seda de Mawangdui, famosos por dos manuscritos de Tao Te Ching, incluyen un texto pintado que ilustra ejercicios gimnásticos, incluida la “extraña expresión pasos de oso”. 

### La inscripción en jade de Xiangqi
Algunos escritos sobre un artefacto en jade de la era de los Reinos combatientes podrían ser un registro más antiguo de la meditación respiratoria que el Neiye, el Tao Te Ching o el Zhuangzi. Esta inscripción rimada titulada xingqi 行氣 ‘qi circulante’ fue escrita en un bloque de jade dodecágono, provisionalmente identificado como un colgante o una perilla para un bastón. Si bien las fechas son inciertas, las estimaciones van desde aproximadamente el 380 a. C. (Guo Moruo) hasta antes del 400 a. C. (Joseph Needham). En cualquier caso, Roth comenta “ambos están de acuerdo que esta es la evidencia más antigua que existe de la práctica de la respiración guiada en China”. La inscripción dice:
Poniendo en práctica esta serie de patrones de exhalación e inhalación, uno se vuelve plenamente consciente de los “dinamismos del Cielo y la Tierra” a través de la respiración ascendente y descendente. Tianji 天機, traducido como ‘dinamismo del cielo’, también aparece en Zhuangzi (6) como ‘reservas naturales’ en “Aquellos cuyos deseos se encuentran profundamente arraigados tendrán reservas naturales poco profundas”. Roth señala que los verbos contrastantes de la línea final, xun 訓 ‘seguir, estar de acuerdo con’ y ni 逆 ‘oponerse, resistir’, se usaron de manera similar en los manuscritos de seda Huangdi Sijing Yin-yang (168 a. C.). 

## Dinastía Han
Mientras el daoísmo florecía durante la dinastía Han (206 a. C.- 220 d. C.) los practicantes de la meditación continuaron con el uso de las primeras técnicas y el desarrollo de otras nuevas. 

### Huainanzi
Huainanzi (139 a. C.) es una compilación ecléctica atribuida a Liu An, describe con frecuencia la meditación, especialmente como un medio para que los gobernantes logren un gobierno efectivo. 
La evidencia interna revela que los autores de Huainanzi estaban familiarizados con los métodos de meditación de Guanzi. El texto usa xinshu 心術 ‘técnicas mentales’ como un término general para las prácticas de meditación de “cultivo interno” y como un nombre específico para los capítulos de Guanzi. 
Los esenciales del mundo son los siguientes: no residir en el Otro sino en uno mismo; no mientas en otras personas sino en tu propia persona. Cuando lo realices completamente (el camino) en tu propia persona, entonces todo el sinfín de cosas se presentarán ante ti. Cuando penetres a fondo las enseñanzas de las Técnicas de la mente, entonces podrás sacar lujurias y deseos, gustos y aversiones, de dentro de ti.  
Varios pasajes de Huainanzi asocian la meditación de control de la respiración con la longevidad y la inmortalidad. Por ejemplo, dos famosos xian ‘inmortales’: 
Ahora Wang Qiao y Chi Songzi exhalaron e inhalaron, escupiendo así lo viejo e interiorizando lo nuevo. Se deshicieron de la forma y abandonaron la sabiduría, abrazaron la sencillez y volvieron a la autenticidad; vagando con lo misterioso y sutil de arriba, penetraron hasta las nubes y el Cielo. Ahora bien, si uno quiere estudiar su camino y no logra su nutrición el qi y aposentar el espíritu, sino que solo imita cada una de sus exhalaciones e inhalaciones, su contracción y expansión, está claro que no podrá subir a las nubes y ascender sobre los vapores.  

### El comentario deHeshang gong
El comentario de Tao Te Ching (siglo III d. C.) atribuido a Heshang Gong 河上公, (traducción literal, ‘Anciano de la orilla del río’) proporciona lo que Kohn llama la “primera evidencia de la meditación daoísta” y “propone un enfoque concentrado en la respiración para armonizar con el Dao”. Eduard Erkes señala que el propósito del comentario de Heshang Gong no era solo explicar el Tao Te Ching, sino principalmente permitir que “el lector haga un uso práctico del libro y enseñarle a usarlo como una guía para la meditación y para una vida en convertirse en un experto daoísta en entrenamiento meditativo”. Dos ejemplos de Tao Te Ching 10 (véase arriba) son los términos de meditación daoísta xuanlan 玄覽 (literalmente conocido como ‘visualización oscura/misteriosa’) ‘observar con la mente tranquila’ y tianmen 天門 (literalmente conocido como ‘puerta del cielo’) ‘medio de la frente’”. Xuanlan aparece en la línea 滌除玄覽 que Mair traduce como “Limpiar el espejo de misterios”. Erkes lo traduce como “Al purificar y limpiar uno obtiene un aspecto sombrío”, porque el comentario dice: “Uno debe purificar la mente y dejar que se aclare. Si la mente permanece en lugares sombríos, la mirada sabe todo lo que hace. Por eso se llama mirada sombría. ”Erkes explica xuanlan como “el término daoísta para la posición de los ojos durante la meditación, cuando están medio cerrados y fijos en la punta de la nariz”. Tianmen aparece en la línea 天門開闔 “Abre y cierra la puerta del cielo”. El comentario de Heshang dice: “La puerta del cielo se llama el palacio secreto púrpura del polo norte. Abrir y cerrar significa terminar y comenzar con las cinco coyunturas. En la práctica del ascetismo, la puerta del cielo hace referencia a las fosas nasales. Abrir significa respirar fuerte y cerrar significa inhalar y exhalar.”

### Taiping jing
La Escritura de la gran paz de Taiping Jing (siglo I a. C.-siglo II d. C.) enfatizó la meditación shouyi ‘proteger al Uno’, en la que uno visualiza diferentes colores cósmicos correspondientes a diferentes partes del cuerpo. 
En un estado de completa concentración, cuando la luz surja por primera vez, asegúrate de aferrarte a ella y no dejarla ir. En primer lugar, será rojo, después de un tiempo cambiará a blanco, después será verde y los impregnará a todos por completo. Cuando sigas insistiendo en proteger al Uno, no habrá nada dentro de ti que no esté brillando iluminado y, así, todas las enfermedades serán expulsadas de tu cuerpo. 
Además de “proteger al Uno”, donde el meditador tiene ayuda del Dios del cielo, el Taiping jing también menciona “proteger al Dos” con la ayuda del Dios de la tierra, “proteger al Tres” con la ayuda de los espíritus de los muertos y “custodiar al Cuatro o Cinco” donde en el que uno es ayudado por un sinfín de seres. El Taiping jing, shengjun bizhi 太平經聖君祕旨 ‘Instrucciones secretas del Señor’ sobre las escrituras de la gran paz es una colección del período Tang de fragmentos de Taiping jing relacionados con la meditación. Proporciona información detallada, por ejemplo, interpretaciones de los colores que pueden visualizarse. 
Al proteger la luz del Uno, puedes ver una luz tan brillante como el sol naciente. Este brillo es tan fuerte como el del sol al mediodía. Al proteger la luz del Uno, puedes ver una luz completamente verde. Cuando este verde es puro, es la luz del yang menor. Al proteger la luz del Uno, puedes ver una luz completamente roja, igual que el fuego. Este es un signo de trascendencia. Al proteger la luz del Uno, puedes ver una luz completamente amarilla. Cuando ésta desarrolla un matiz verdoso, es la luz de la armonía central. Este es un potente remedio del Tao. Al proteger la luz del Uno, puedes ver una luz completamente blanca. Cuando esta es tan clara como el agua que fluye, es la luz del yin menor. Al proteger la luz del Uno, puedes ver una luz completamente negra. Cuando brilla como el agua profunda, es la luz de un yin mayor. 
En el año 142, Zhang Daoling fundó el movimiento Tianshi “Maestros celestiales”, que fue la primera organización de religión taoísta. Zhang y sus seguidores practicaron técnicas de visualización y meditación Taiping jing. Después de la rebelión del Camino de las cinco medidas de arroz contra la dinastía Han, Zhang estableció un estado teocrático en 215, lo que llevó a la caída de los Han.

## Seis dinastías
El término histórico “Seis Dinastías” se refiere a los Tres Reinos, (220-280 d. C.) la dinastía Jin (266-420) y las dinastías del Sur y del Norte (420-589). Durante este período de desunión después de la caída de Han, el budismo chino se popularizó y surgieron nuevas escuelas religiosas daoístas. 

### Meditación de visualización antigua
Los “primeros textos oficiales de visualización” del daoísmo aparecen en el siglo III. El Huangting jing 黃庭經 Escritura de la corte amarilla probablemente es el texto más antiguo que describe dioses y espíritus ubicados dentro del cuerpo humano. Las prácticas de meditación descritas en el Huangting jing incluyen la visualización de los órganos del cuerpo y sus dioses, la visualización del sol y la luna y, la absorción de neijing 內景 ‘luz interior’. 
El Laozi zhongjing 老子中經 ‘Escritura central de Laozi’ describe de manera similar la visualización y activación de dioses dentro del cuerpo, junto con ejercicios de respiración para realizar técnicas de meditación y longevidad. El experto visualiza las esencias amarillas y rojas del sol y la luna que activan a Laozi y Yunü 玉女 ‘Mujer de jade’ dentro del abdomen, para producir el shengtai 聖胎 ‘embrión sagrado’. 
El Cantong qi: El parentesco de los tres, atribuido a Wei Boyang (siglo II) critica los métodos de meditación daoístas sobre las deidades internas. 

### Baopuzi
El Baopuzi: El libro del maestro que abarca la simplicidad escrito por el erudito Ge Hong de la dinastía Jin, (320 a. C.) es una fuente inestimable para el antiguo daoísmo. En él se describe la meditación shouyi ‘proteger al Uno’ como una fuente de poderes mágicos del zhenyi 真, ‘el verdadero’. 
Darse cuenta del Verdadero, la unión original y primordial de todo, significaba colocarse en el centro del universo, identificando los órganos físicos de uno mismo con las constelaciones de las estrellas. La práctica condujo al control sobre todas las fuerzas de la naturaleza y más allá, especialmente sobre los demonios y las fuerzas del mal. 
Ge Hong dice que su maestro Zheng Yin 鄭隱 enseñó que:
Si un hombre puede conservar la Unidad, la Unidad también lo conservará a él. De esta manera, la hoja desnuda no encuentra lugar en su cuerpo para insertar su filo. Las cosas dañinas no encuentran lugar en él, que admite entrada a su maldad. Por lo tanto, en la derrota es posible salir victorioso; en posiciones de peligro, para sentir seguridad. Ya sea en el santuario de un fantasma, o en las montañas o en los bosques, en un lugar que sufre la peste, dentro de una tumba, en un monte habitado por tigres y lobos o, en la habitación de las serpientes, todos los males se irán lejos mientras uno permanece diligente conservando la Unidad. (18)
El Baopuzi también compara la meditación shouyi con un proceso complejo de visualización en diversos lugares llamado mingjing 明鏡 ‘espejo brillante’, a través del cual un individuo puede aparecer místicamente en varios lugares a la vez. 
Mi maestro solía decir que para conservar la Unidad había que practicar conjuntamente el Espejo brillante y, cuando tuviéramos éxito, un hombre sería capaz de multiplicar su cuerpo en varias docenas, todos con la misma vestimenta y expresión facial. (18)

### La meditación de Shangqing
La escuela daoísta de Shangqing ‘Máxima claridad’ fue creada por Wei Huacun (252-334) experto de Tianshi en técnicas de meditación. Shangqing adoptó el Huangting jing como escritura. La hagiografía de Wei Huacun afirma que xian ‘inmortal’ se lo transmitió en 288 junto a otros treinta textos. Supuestamente se transmitieron textos adicionales para Yang Xi (364-370) que formaron las escrituras de Shangqing. 
Las prácticas que describen no solo incluyen la concentración en el bajing 八景 (Ocho refulgencias) y la visualización de los dioses en el cuerpo, sino también la interacción activa con los dioses, excursiones extáticas a las estrellas y los cielos de los inmortaled (yuanyou 遠遊) y, la activación de energías internas en una forma de alquimia (neidan). El mundo de la meditación en esta tradición es incomparablemente rico y colorido, con dioses, inmortales, energías corporales y brotes cósmicos compitiendo por la atención del experto. 

### La meditación de Lingbao
Fundada alrededor del año 400 d. C., la escuela Lingbao ‘Tesoro numinoso’ adaptó de manera ecléctica conceptos y prácticas del daoísmo y el budismo que recientemente habían sido introducidos en China. Ge Chaofu, el biznieto de Ge Hong, “lanzó al mundo” el Wufu jing 五符經, Talismanes del tesoro numinoso y otras escrituras de Lingbao. Chaogfu afirmó que la transmisión familiar descendía de Ge Xuan, (164-244) el tío abuelo de Ge Hong. La escuela de Lingbao introdujo el concepto budista de la reencarnación a la tradición daoísta de xian ‘inmortalidad, longevidad’ y consideró la meditación como un medio para unificar el cuerpo y el espíritu. Muchos métodos Lingbao de meditación provienen de las autóctonas tradiciones chinas, como la visualización de los dioses internos (Taiping jing) y la circulación de las esencias solar y lunar (Huangting jing y Laozi zhongjing). Los rituales de meditación cambiaron de individuos que los practicaban en privado a ser practicados por clérigos de Lingbao que rendían culto en común. Hecho que es frecuentemente con la “cualidad multidimensional” de un sacerdote que realiza visualización interiores mientras dirige a los feligreses en ritos comunitarios de visualización. 

### Influencias budistas
Durante el período de las dinastías del Sur y del Norte, la introducción de los métodos tradicionales de meditación budista influyó mucho en la meditación daoísta. 
El texto de Xishengjing de los maestros celestiales del norte, Escritura de la ascensión occidental, escrito a finales del siglo V, recomienda cultivar un estado vacío de la conciencia llamado wuxin 無心 (traducción literal como ‘sin mente’) ‘cese de toda actividad mental’ (traducido en sánscrito por acitta de citta चित् ‘mente’) y recomienda forma simple de guan 觀 ‘observación’ de meditación introspectiva (que traduce vipassanā de vidyā विद् ‘conocimiento’). Dos de las primeras enciclopedias chinas, la enciclopedia daoísta (570 a. C.) Texto en cursivaWushang biyao 無上秘要 Esenciales secretos supremos y la budista Daojiao yishu 道教義樞 del siglo VII , El significado fundamental de las enseñanzas daoístas, distinguen varios niveles de guan 觀 ‘observación’ de meditación introspectiva, bajo la influencia de la doctrina de las Dos verdades de la escuela budista Madhyamaka. Daojiao yishu dice, por ejemplo:
Date cuenta también de que en la concentración y la introspección, uno no alcanza la iluminación y la perfección del cuerpo y la mente únicamente a través de los dos tipos principales de observación, de la energía y el espíritu. Más bien, existen cinco conjuntos diferentes de tres niveles de observación. Uno de esos conjuntos de tres es 1.Observación de la existencia aparente. 2. Observación de la existencia real3. Observación del vacío parcial.

## Dinastía Tang
El daoísmo competía con el confucianismo y el budismo durante la dinastía Tang (618- 907) y los daoístas integraron nuevas teorías y técnicas de meditación de los budistas. 
El siglo VIII fue el apogeo de la meditación daoísta, en el que se registraron obras como Cunshen lianqi ming 存神煉氣銘 Inscripción sobre la visualización del espíritu y el refinamiento de la energía, de Sun Simiao; el Zuowanglun 司馬承禎 Ensayo sobre sentarse en el olvido escrito por Sima Chengzhen y el Shenxian kexue lun 神仙可學論 Ensayo sobre cómo uno puede convertirse en inmortal divino a través del entrenamiento, escrito por Wu Yun 吳筠. Estos clásicos daoístas reflejan una variedad de prácticas de meditación que incluyen ejercicios de concentración, visualizaciones de energías corporales y deidades celestiales hasta un estado de absorción total en el Dao y, contemplaciones del mundo. 
La Escritura de la claridad y la quietud de Qingjing Jing ,del siglo IX, asocia la tradición Tianshi de un Laozi divinizado con los métodos de meditación introspectiva daoísta guan y budista  vipaśyanā.

## Dinastía Song
Bajo la dinastía Song (960-1279) surgieron las escuelas daoístas Quanzhen “Completa autenticidad” y Zhengyi “Unidad ortodoxa” y, además, el neo-confucianismo se volvió importante. 
Al mismo tiempo que se integraban los métodos de meditación se hicieron populares dos nuevas prácticas de visualización y concentración. La “alquimia interna” o neidan implicaba la circulación y el refinamiento de las energías interiores en un ritmo basado en el Yijing. La meditación se centró en las deidades estelares, por ejemplo, las estrellas Santai 三台 ‘Tres pasos’ en la Osa Mayor y los guerreros protectores, por ejemplo, el espíritu del cielo norteño Xuanwu 玄武 ‘Guerrero oscuro, Tortuga negra’. 

## Dinastías posteriores
Durante la dinastía Yuan (279-1367) los daoístas continuaron desarrollando las prácticas del período Song de la alquimia neidan y las visualizaciones de deidades. 
Bajo la dinastía Ming (1368-1644) los métodos neidan se intercambiaron entre el daoísmo y el budismo Chan. Muchos literatos clasificados como eruditos, practicaron meditaciones daoístas y budistas que ejercieron una mayor influencia en el confucianismo. En la dinastía Qing (1644-1912), los daoístas escribieron los primeros textos especializados en nüdan 女丹 ‘alquimia interna para mujeres’ y desarrollaron nuevas formas de meditación físicas, en particular el Taijiquan, a veces descrito como meditación en movimiento. El arte marcial interno de Neijia lleva el nombre del símbolo Taijitu, que era un enfoque tradicional tanto en la meditación daoísta como el la neo-confuciana. 

### Periodo moderno
Bajo la República de China (1912-1949), y la República Popular de la China (1949-1979) fueron suprimidos tanto el daoísmo como otras religiones chinas. Muchos templos y monasterios daoístas han sido reabiertos en los últimos años. 
El conocimiento occidental de la meditación daoísta fue estimulado por la traducción de Richard Wilhelm (alemán en 1929 e inglés en 1962) El secreto de la flor dorada del texto neidan del siglo XVIII Taiyi jinhua zongzhi 太乙金華宗旨. 
En el siglo XX, el movimiento Qigong incorporó y popularizó la meditación daoísta y “emplea principalmente ejercicios de concentración, pero también favorece la circulación de la energía en un modo interno alquímico. Los maestros han creado nuevos métodos de meditación en la escuela Yiquan, como el zhan zhuang de Wang Xiangzhai ‘estar de pie como un poste’.